# Hagnagora luteoradiata
Hagnagora luteoradiata es una especie de polilla de la familia de las geométridas. Ha sido encontrada entre Costa Rica y Ecuador.
La diferencia más prominente con las especies relacionadas es la ausencia de manchas amarillas en el ala posterior características de las Hagnagora ephestris y de las Hagnagora discordata. La banda amarilla transversal en el ala posterior es más ancha que en las H. discordata, y tiene una forma diferente que en las H. ephestris.

## Galería

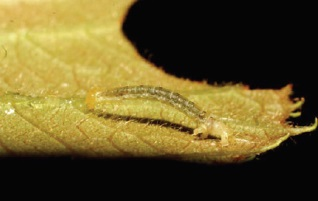
Larva joven
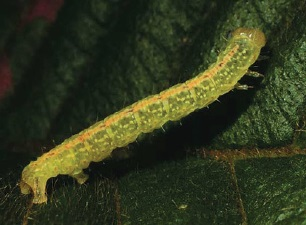
Larva desarrollada